# 5312 Schott
Az 5312 Schott (ideiglenes jelöléssel 1981 VP2) a Naprendszer kisbolygóövében található aszteroida. Freimut Börngen fedezte fel 1981. november 3-án.